# Liste der Baudenkmäler in Guttenberg (Oberfranken)
Auf dieser Seite sind die Baudenkmäler in der oberfränkischen Gemeinde Guttenberg zusammengestellt. Diese Tabelle ist eine Teilliste der Liste der Baudenkmäler in Bayern. Grundlage ist die Bayerische Denkmalliste, die auf Basis des Bayerischen Denkmalschutzgesetzes vom 1. Oktober 1973 erstmals erstellt wurde und seither durch das Bayerische Landesamt für Denkmalpflege geführt wird. Die folgenden Angaben ersetzen nicht die rechtsverbindliche Auskunft der Denkmalschutzbehörde.
 Diese Liste gibt den Fortschreibungsstand vom 19. August 2014 wieder und enthält 19 Baudenkmäler.

## Baudenkmäler nach Gemeindeteilen

### Guttenberg
| Lage                          | Objekt | Beschreibung | Akten-Nr.              | Bild                                                                |
| ----------------------------- | --- | --- | ---------------------- | ------------------------------------------------------------------- |
| Am Bienengarten 2 (Standort)  | Ehemaliges Unteres Schloss („Unterhaus“) der Familie von Guttenberg                                                               | Stattlicher zweigeschossiger Mansardwalmdachbau mit Sandsteinrahmungen, wohl frühes 18. Jahrhundert | D-4-77-118-1 Wikidata  | Ehemaliges Unteres Schloss („Unterhaus“) der Familie von Guttenberg |
| Am Hügel 1 (Standort)         | Wohnhaus | Eingeschossiger Halbwalmdachbau, Eckquaderung, erstes Viertel 19. Jahrhundert | D-4-77-118-2 Wikidata  | BW                                                                  |
| Am Schrötlein 3 (Standort)    | Wohnhaus | Eingeschossiger Satteldachbau mit Fachwerkgiebel, bezeichnet „1794“ | D-4-77-118-4 Wikidata  | BW                                                                  |
| Hauptstraße 33 (Standort)     | Gastwirtschaft Limmer | Zweigeschossiger Halbwalmdachbau mit Sandsteingliederung, bezeichnet „1834“; Anbau, bezeichnet „1901“ | D-4-77-118-5 Wikidata  | BW                                                                  |
| Hohberg 2 (Standort)          | Ehemaliges Guttenbergsches Gärtnerhaus, später katholisches Schulhaus                                                             | Zweigeschossiger Halbwalmdachbau mit Sandsteinrahmungen, 1770 bis 1790 | D-4-77-118-6 Wikidata  | BW                                                                  |
| Nähe Kirchweg (Standort)      | Evangelisch-lutherische Pfarrkirche St. Georg                                                                                     | Putzbau über Hausteinsockel mit Walmdach und Dachreiter, 1800, von Johann Konrad Wölfel; mit Ausstattung | D-4-77-118-7 Wikidata  | Evangelisch-lutherische Pfarrkirche St. Georg                       |
| Kirchweg 2 (Standort)         | Evangelisch-lutherisches Pfarrhaus                                                                                                | Zweigeschossiger Walmdachbau mit Eckquaderung und Sandsteinrahmungen, 1787–90; über dem Eingang Sandsteinwappen derer von Guttenberg auf Kartusche, bezeichnet „1790“ | D-4-77-118-8 Wikidata  | BW                                                                  |
| Kirchweg 6 (Standort)         | Ehemaliges Mittleres Schloss, sogenanntes Grünes Schloss und Mittlerhaus, jetzt Freiherrlich von Guttenbergsche Rentenverwaltung  | Stattlicher zweigeschossiger Mansardwalmdachbau mit Sandsteingliederungen, 1819 über älterem Kern | D-4-77-118-9 Wikidata  | BW                                                                  |
| Kirchweg 10 (Standort)        | Wohnhaus | Zweigeschossiger Satteldachbau mit verputztem Fachwerkobergeschoss, bezeichnet „1794“ | D-4-77-118-10 Wikidata | BW                                                                  |
| Obere Dorfstraße 1 (Standort) | Gasthaus zur Rose | Zweigeschossiger Mansardwalmdachbau mit Sandsteingliederungen, 1730–35 zugehörig ehemalige Schlossbrauerei, eingeschossiger Halbwalmdachbau mit Eckquaderung, zweite Hälfte 18. Jahrhundert | D-4-77-118-11 Wikidata | BW                                                                  |
| Obere Dorfstraße 9 (Standort) | Wohnhaus | Ursprünglich eingeschossiger Satteldachbau mit Sandsteinrahmungen, nachträglich erweitert, bezeichnet „1826“ | D-4-77-118-12 Wikidata | BW                                                                  |
| Schloßallee 1 (Standort)      | Schloss Guttenberg (Neuguttenberg) mit Schlosskirche, katholische Kuratiekirche St. Philipp und Jakob im Westflügel des Schlosses | Zweigeschossiger Mansardgiebeldachbau, Sandsteingliederung, 1778; mit Ausstattung Umfangreiche Schlossanlage mit Gebäuden aus verputztem Brocken- und Quadermauerwerk, Sandsteingliederungen, im Kern 15. Jahrhundert, mit Erneuerungen und Veränderungen des 16.–18. Jahrhunderts, Hauptgebäude: „Hohes Haus“, viergeschossiger Walmdachbau mit südlichem Rundturm, 17. Jahrhundert | D-4-77-118-13 Wikidata | weitere Bilder                                                      |
| Nähe Schloßallee (Standort)   | Katholisches Pfarrhaus | Eingeschossiger Halbwalmdachbau, Sandsteinrahmungen, mittleres 18. Jahrhundert | D-4-77-118-15 Wikidata | BW                                                                  |

### Breitenreuth
| Lage                                    | Objekt                                                                     | Beschreibung | Akten-Nr.              | Bild                                                                       |
| --------------------------------------- | -------------------------------------------------------------------------- | --- | ---------------------- | -------------------------------------------------------------------------- |
| Breitenreuth 1 (Standort)               | Herrenhaus des ehemaligen Rittergutes                                      | Stattlicher zweigeschossiger Mansardwalmdachbau über hakenförmigem Grundriss, 1746–50 nach Plänen von Balthasar Neumann und Johann Jakob Michael Küchel | D-4-77-118-16 Wikidata | Herrenhaus des ehemaligen Rittergutes                                      |
| Breitenreuth 2, 3, im Westen (Standort) | Ehemaliges Ökonomiegebäude der Gutsanlage, ehemaliges Bräuhaus mit Scheune | Zweiteiliger, gestaffelter Riegel, eingeschossiger Mansardwalmdachbau, im Osten Ökonomiegebäude, langgestreckter ein- und zweigeschossiger Walmdachbau über Hakengrundriss, 1746–50 nach Plänen von Balthasar Neumann und Johann Jakob Michael Küchel zugehörig eingeschossige Walmdachscheune, 18. Jahrhundert | D-4-77-118-17 Wikidata | Ehemaliges Ökonomiegebäude der Gutsanlage, ehemaliges Bräuhaus mit Scheune |

### Buch
| Lage              | Objekt   | Beschreibung                                                                                        | Akten-Nr.              | Bild     |
| ----------------- | -------- | --------------------------------------------------------------------------------------------------- | ---------------------- | -------- |
| Buch 7 (Standort) | Hakenhof | Eingeschossiges Wohnstallhaus mit Halbwalmdach, Sandsteinrahmungen, drittes Viertel 18. Jahrhundert | D-4-77-118-18 Wikidata | Hakenhof |

### Maierhof
| Lage                  | Objekt                         | Beschreibung                                                                                | Akten-Nr.              | Bild                           |
| --------------------- | ------------------------------ | ------------------------------------------------------------------------------------------- | ---------------------- | ------------------------------ |
| Maierhof 6 (Standort) | Wohnhaus                       | Zweigeschossiger Halbwalmdachbau mit Sandsteingliederung, bezeichnet „1834“                 | D-4-77-118-19 Wikidata | Wohnhaus                       |
| Maierhof 8 (Standort) | Ehemaliges Guttenbergsches Gut | Eingeschossiger Wohnstallbau mit Fachwerkgiebel, Halbwalmdach, erste Hälfte 18. Jahrhundert | D-4-77-118-20 Wikidata | Ehemaliges Guttenbergsches Gut |

### Vogtendorf
| Lage                    | Objekt                   | Beschreibung | Akten-Nr.              | Bild                     |
| ----------------------- | ------------------------ | --- | ---------------------- | ------------------------ |
| Vogtendorf 1 (Standort) | Ehemaliges Wohnstallhaus | Zweigeschossiger Halbwalmdachbau, Erdgeschoss wohl frühes 19. Jahrhundert zugehörige Nebengebäude, ein- und zweigeschossige Satteldachbauten, wohl erste Hälfte 19. Jahrhundert | D-4-77-118-21 Wikidata | Ehemaliges Wohnstallhaus |

## Ehemalige Baudenkmäler nach Ortsteilen
In diesem Abschnitt sind Objekte aufgeführt, die früher einmal in der Denkmalliste eingetragen waren, jetzt aber nicht mehr. Objekte, die in anderem Zusammenhang also z. B. als Teil eines Baudenkmals weiter eingetragen sind, sollen hier nicht aufgeführt werden. Aktennummern in diesem Abschnitt sind ehemalige, jetzt nicht mehr gültige Aktennummern.

### Guttenberg
| Lage                                              | Objekt                  | Beschreibung                                       | Akten-Nr.              | Bild |
| ------------------------------------------------- | ----------------------- | -------------------------------------------------- | ---------------------- | ---- |
| Schloßallee 1, im Vorhof des Schlosses (Standort) | Ehemaliges Kutschenhaus | Planung unter Beteiligung Balthasar Neumanns, 1731 | D-4-77-118-14 Wikidata | BW   |